# 曹朝阳
曹朝阳（1963年—），出生於河北，現任中國化工橡膠總公司董事長及首席執行官，也是風神輪胎股份有限公司董事長及黨委書記。
他在1978年，也就是文革后恢复高考制度的第二年，在15歲他在镇江农机学院（江蘇大學前身）入學，1982年，畢業後便開始加入河南橡膠廠，也就是現時為風神輪胎股份有限公司至今，但在1991年中途離開至2000年，包括车间副主任、分厂副厂长、焦作市合成纤维厂党委书记兼厂长，之後在2000年委任河南轮胎集团有限责任公司总经理、党委书记、董事长之今。
另外，他還擔任中国化工橡胶桂林有限公司董事长、总经理、党委书记，中车双喜轮胎有限公司董事长、总经理，青岛黄海橡胶股份有限公司董事一職。而公職方面，則是第十届、以及第十一屆全国人民代表大会代表河南省區別。

## 連結
- 曹朝阳：非著名企业家 新浪財經 （页面存档备份，存于）